# Stictotarsus eximius
Stictotarsus eximius är en skalbaggsart som först beskrevs av Victor Ivanovitsch Motschulsky 1859.  Stictotarsus eximius ingår i släktet Stictotarsus och familjen dykare. Inga underarter finns listade i Catalogue of Life.